# Windows Server 2016
Windows Server 2016 ist ein Serverbetriebssystem des Unternehmens Microsoft.  Es basiert auf Windows 10 (Version 1607).
Entwickelt wurde es parallel zu Windows 10 als Teil der Windows-NT-Familie. Die erste technische Vorschauversion wurde am 1. Oktober 2014 zusammen mit der technischen Vorschau des System Centers veröffentlicht und befand sich (bis September 2016) in der öffentlichen Betaphase.
Die endgültige Version von Windows Server 2016 wurde am 12. Oktober 2016 auf Microsofts Ignite Conference veröffentlicht, statt wie häufig zuvor gleichzeitig mit den entsprechenden Client-Betriebssystemen. Eine 180-Tage-Testversion ist als öffentlicher Download verfügbar.
Die Produktunterstützung (Mainstream Support) von Windows Server 2016 endete am 11. Januar 2022, während das Betriebssystem noch bis 12. Januar 2027 mit Sicherheitsupdates versorgt werden soll (Extended Support).

## Funktionen
Windows Server 2016 beinhaltet einige neue Funktionen:
- Active Directory Federation Services: Es ist möglich, Benutzer, die nicht in AD-Systemen, wie z. B. x.500-LDAP- und SQL-Datenbanken eingetragen sind, zu verwalten und authentifizieren.
- Windows Defender: Windows Server Antimalware wird nun standardmäßig ohne GUI installiert, wobei diese nachinstallierbar ist.
- Remote Desktop: Unterstützt OpenGL 4.4 und OpenCL 1.1 mit erhöhter Leistung und Stabilität.
- Storage Spaces Direct: Ermöglicht es, die lokalen Festplatten (SATA, SAS, NVMe) eines Windows Server 2016-Clusters zu einem einzigen logischen Pool zusammenzufassen. Damit entfällt die Notwendigkeit eines SANs.
- Storage Replica: Hierbei handelt es sich um einen blockbasierten Replikationsdienst, der den Datenbestand von zwei Volumes in einem Cluster an verschiedenen Standorten synchron hält.

## Hardware-Anforderungen
| Architektur      | 64-Bit |
| ---------------- | --- |
| Prozessor        | 1,4-GHz-64-Bit-Prozessor mit NX/DEP, SLAT sowie analog Windows 8.1 und Windows 10 auch die Funktionen CMPXCHG16b, LAHF/SAHF, PrefetchW.                    |
| Arbeitsspeicher  | 512 MB (Server Core und Server Nano), 2 GB (mit Desktopdarstellung)                                                                                        |
| Netzwerk         | Gigabit-Ethernet |
| HDD freier Platz | 32 GB freier Festplattenspeicher (ab 16 GB Arbeitsspeicher entsprechend mehr für die dann größeren Auslagerungs-, Ruhezustands- und Absturzabbild-Dateien) |

Optional, aber für die Instalation erforderlich: Soweit die Instalation nicht über Netzwerk (wie etwa Windows Deployment Services) geschieht, können als Instalationsmedium Optisches Laufwerk oder USB-Massenspeicher genutzt werden. Weiterhin ist für die Instalation ein Grafikprozessor sowie ein Monitor erforderlich. Diese Geräte können nach der Instalation entfernt werden.